# Itala Film
Agli inizi del Novecento, il chimico Carlo Rossi, l'industriale di origine tedesca Guglielmo Remmert e l'inventore Lamberto Pineschi, fondarono a Torino una ditta specializzata nello sfruttamento della comunicazione senza fili.
Ben presto l'impresa, che non ebbe tanta fortuna, mutò le proprie attività, si trasformò in una manifattura cinematografica e i due soci Rossi e Remmert il 13 maggio 1907 costituirono la Carlo Rossi & C., e lo stabilimento fu edificato in corso Casale 91.
Fu assunto personale tecnico e artistico in prevalenza francese e proveniente dalla Pathé, come Charles-Lucien Lépine, già direttore generale degli stabilimenti della casa parigina a cui venne affidato il ruolo di direttore artistico, e gli operatori Raoul Comte, Georges Caillaud, Eugène Planchat e il tecnico svizzero Ernest Zollinger.
I film prodotti dalla Carlo Rossi & Company, a partire dal settembre 1907, vennero regolarmente distribuiti anche negli Stati Uniti. Questa distribuzione venne curata dalla Kleine Optical Company che dopo aver visionato dei demo, giudicati eccezionalmente originali, decise di inserire le pellicole prodotte dalla casa torinese nel proprio catalogo.

## Nasce l'Itala Film
La produzione della Carlo Rossi & C., che riguardò documentari e brevi film "a soggetto" fu abbastanza sostenuta, ma venne interrotta dopo soli otto mesi, a causa di contrasti sorti tra i soci e la società venne posta in liquidazione.

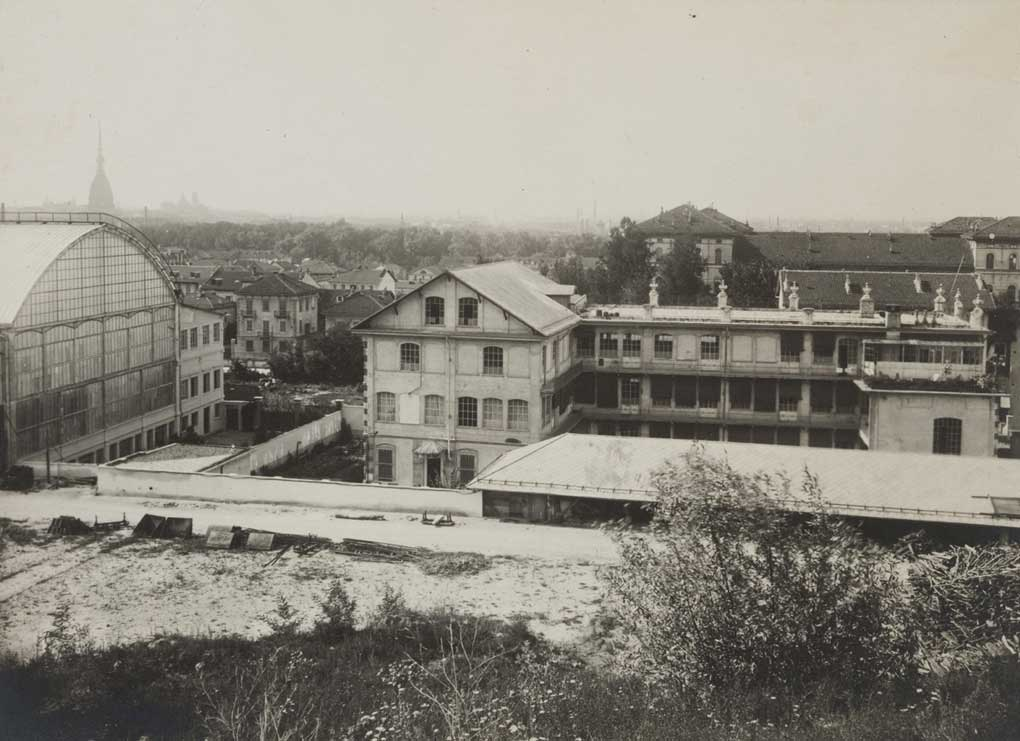
Itala Film Studios prima del 1917

Della liquidazione della società si occupò l'ing. Carlo Sciamengo (genero del Remmert). Costui, assieme al giovane contabile Giovanni Pastrone, rilevò la ditta, che nel settembre 1908 venne trasformata in Itala Film. Nella nuova società Sciamengo assunse la carica di direttore amministrativo e produttore esecutivo, mentre Pastrone fu il direttore generale e animatore della casa. Con il passare dei mesi, quest'ultimo accrebbe il proprio ruolo anche nelle funzioni amministrative dell'impresa. Inizialmente le produzioni riguardarono esclusivamente documentari e cortometraggi di altri generi.
Per quanto riguardava i collaboratori, fu mantenuto gran parte del personale della ditta precedente, come ad esempio il commediografo Oreste Mentasti, principale regista e nominato direttore artistico della nuova società, e l'operatore Giovanni Tomatis, ai quali si aggiunse il pittore Luigi Romano Borgnetto, che fu assunto inizialmente come scenografo, e che negli anni successivi lavorò anche come regista e soggettista.
La neocostituita Itala Film proseguì con la stessa politica della Carlo Rossi & C. scritturando molti attori francesi come il comico André Deed, al quale fece girare numerosi film della serie Cretinetti. Queste pellicole riscossero un ampio consenso di pubblico e fecero la fortuna della casa torinese in fatto di incassi, permettendogli anche di affermarsi a livello europeo. Qualche anno più tardi venne scritturato un altro attore francese, Émile Vardannes interprete della serie comica Totò.

## L'espansione commerciale e produttiva dell'Itala Film
Verso l'inizio degli anni dieci la casa torinese indirizzò la propria produzione verso altri generi, infatti, oltre alle comiche, furono girati film con soggetti più impegnativi, di genere drammatico, storico e commedia, spesso ispirati a opere letterarie. Tra questi si possono citare Il conte Ugolino (1908) e La maschera di ferro (del 1909 e grande successo internazionale), entrambi cortometraggi della durata di circa 10 minuti.
In poco tempo l'Itala Film divenne la terza compagnia cinematografica italiana per numero di pellicole vendute e una delle più prolifiche a livello nazionale. Nel 1911 la ditta si trasformò in una società in nome collettivo e assunse la denominazione Itala Film - Ing. Sciamengo & Pastrone s.n.c. con capitale sociale di 500 000 lire, mentre invece sede legale e stabilimento furono trasferiti in un nuovo e ampio capannone in via Luisa del Carretto 44, in zona Ponte Trombetta. Inoltre furono anche aperte numerose filiali distributive all'estero, in Europa e nelle due Americhe.
Altri artisti, tecnici e anche intellettuali furono ingaggiati dalla casa torinese. Dalla Francia giunsero gli attori-registi Alexandre Bernard, Vincent Dénizot, Gabriel Moreau, Jules Vina, l'italiano Emilio Ghione, ma oltre che dal cinema transalpino, l'Itala scritturò molti esponenti del teatro dialettale piemontese, come Giovanni Casaleggio, Adriana Costamagna, Domenico Gambino (che fu interprete della serie comica Saltarelli), le sorelle Lidia, Letizia e Isabella Quaranta, Teresa Marangoni (già attiva ai tempi della Carlo Rossi & C.), Dante Testa e molti altri. Inoltre, sempre dall'ambiente teatrale, negli anni seguenti collaborarono con l'Itala anche illustri interpreti del panorama nazionale, come Ermete Zacconi e la moglie Ines, Umberto Mozzato, Ruggero Ruggeri, Valentina Frascaroli e molti altri.
Nei primi anni di attività dell'Itala, i registi principali furono oltre a Pastrone, i già citati Mentasti, Borgnetto e il francese Dénizot, ai quali si aggiunsero anche gli scrittori Sandro Camasio e Nino Oxilia.
Tuttavia, non mancarono i "transfughi" da altre case, si pensi ad Augusto Genina, Ernesto Vaser (che all'Itala fu interprete del personaggio Fringuelli), Febo Mari, Felice Minotti, Gero Zambuto, Oreste Bilancia e alle grandi dive femminili del cinema muto italiano come Italia Almirante Manzini e Pina Menichelli.
Tra le principali produzioni dell'Itala, nel suo periodo di maggior successo, ossia tra il 1910 e il 1918, vi furono titoli come La caduta di Troia (1911), Padre (1912), Addio giovinezza! (1913),  Maciste (1915), Il fuoco (1916), Tigre reale (1916) e La guerra ed il sogno di Momi (1917). Ma su tutte spicca il nome di Cabiria, una pellicola del 1914 che divenne il più famoso e apprezzato film mai prodotto dall'Itala.

## Il successo internazionale diCabiria(1914)

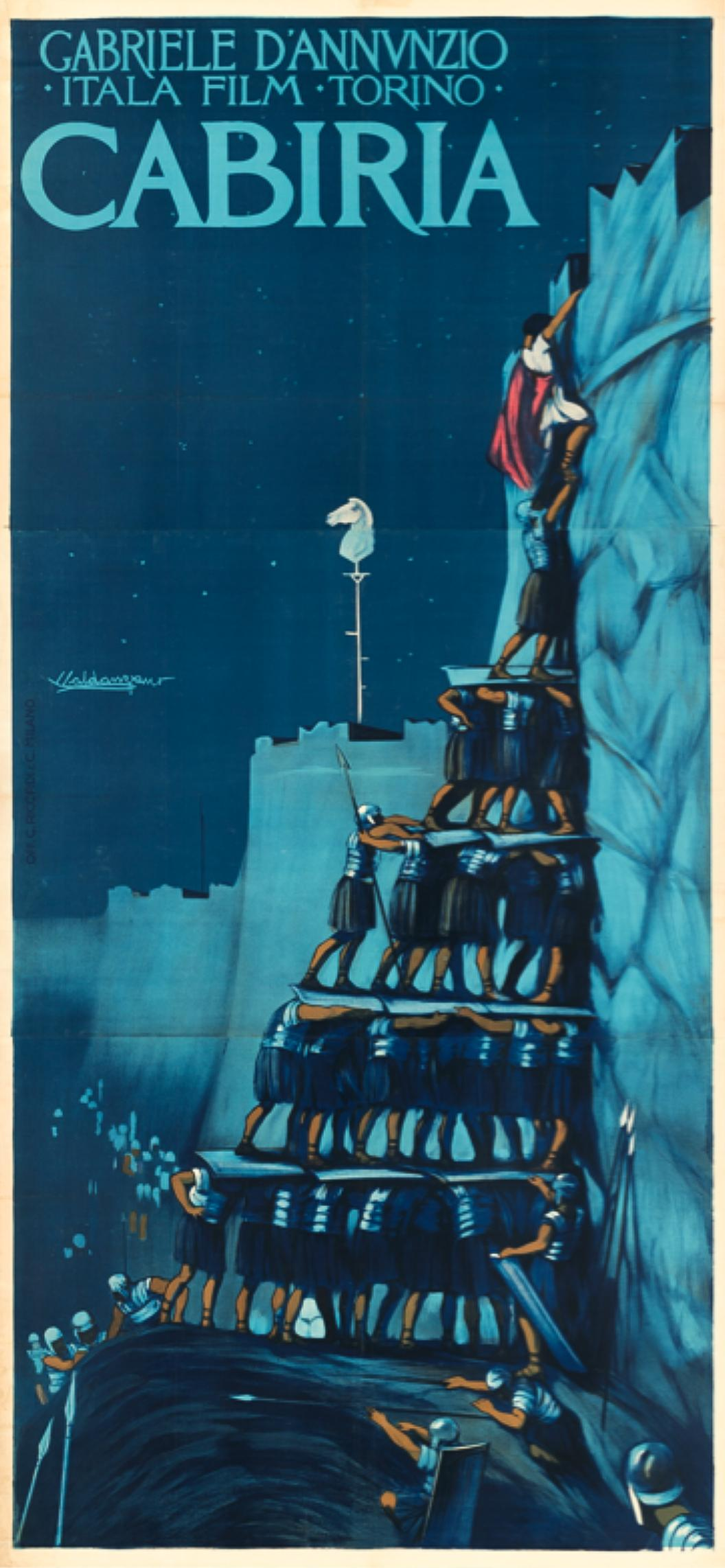
Locandina di Cabiria

La casa orientò la propria produzione anche verso il genere peplum, nel 1911 Pastrone realizzò La caduta di Troia contribuendo a far crescere la presenza del marchio Itala Film sul mercato cinematografico internazionale.
Forte del clamoroso successo ottenuto in Italia ma soprattutto all'estero con La caduta di Troia, Pastrone si ripeté tre anni più tardi con Cabiria. Una produzione imponente che ne fece il film italiano più innovativo, più duraturo (3 500 metri di lunghezza circa per tre ore e dieci minuti di spettacolo), più costoso e di maggior successo nella storia del cinema muto nazionale. Il film venne definito, nel corso degli anni, come un vero e proprio kolossal cinematografico.
Girata a partire dal 1912 (le riprese durarono un anno) tra gli studi di Torino, la Tunisia, la Sicilia e le Alpi, nelle Valli di Lanzo, in questa pellicola Pastrone, con la collaborazione dello spagnolo Segundo de Chomón, uno dei migliori operatori sulla scena europea (che nel film si occupò anche della fotografia e vi curò gli effetti speciali), attuò la cosiddetta carrellata per la realizzazione dei primi piani.
La trama del film, ambientato in epoca romana era ispirata al romanzo Cartagine in fiamme di Emilio Salgari, e per la sua sceneggiatura fu chiamato il poeta Gabriele D'Annunzio (che fornì altri soggetti in alcuni film prodotti successivamente dall'Itala), che si occupò della scrittura delle didascalie e della scelta dei nomi dei personaggi. Proprio a D'Annunzio si deve infatti l'invenzione del nome Cabiria.
Il successo di Cabiria raggiunse livelli fino ad allora mai avuti per un film italiano. Presentato per la prima volta il 18 aprile 1914 al Teatro Vittorio Emanuele II di Torino, in contemporanea col Teatro Lirico di Milano. In Italia riscosse un enorme successo di pubblico, poiché sfruttò il forte nazionalismo diffusosi nel paese, propagandò l'impresa militare italiana della conquista della Libia ed esaltò quel mito della "romanità", molto propagandato anni dopo dal fascismo.

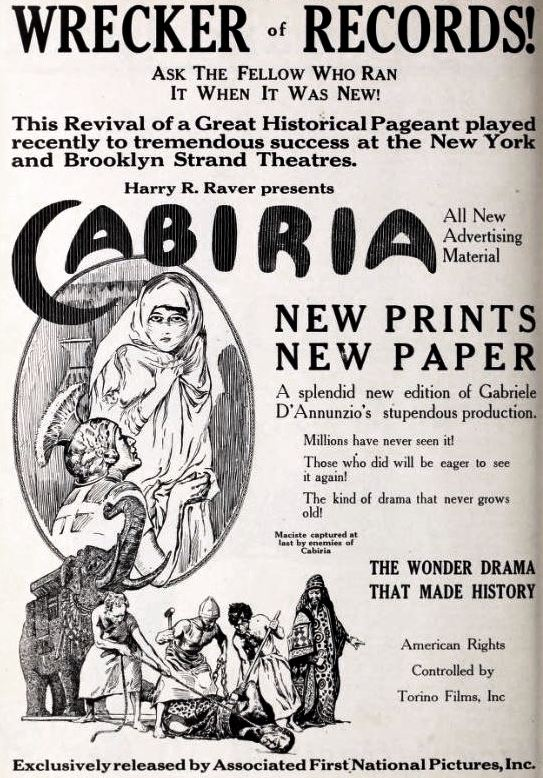
Locandina pubblicitaria di Cabiria negli Stati Uniti

Anche all'estero Cabiria ebbe un successo grandioso. A New York venne presentato per la prima volta il 9 maggio di quello stesso anno e proiettato per un anno intero, mentre a Parigi, il film venne proiettato per sei mesi consecutivi, e a Londra qualche mese di più.
Per quanto riguarda gli interpreti, se da un lato il film diede fama internazionale a una delle protagoniste femminili, la Almirante Manzini nel ruolo di Sofonisba, dall'altro ebbe il merito di lanciare uno sconosciuto scaricatore di porto genovese di nome Bartolomeo Pagano, scelto da Pastrone per interpretare il ruolo di Maciste, vera sorpresa del film, nato come personaggio secondario. In seguito Pagano fu protagonista della serie di film Maciste prodotti dall'Itala dal 1915 al 1921 (che però ebbero pubblico minore rispetto a Cabiria).

## La crisi
Dopo il successo internazionale di Cabiria, Pastrone progettò la realizzazione un altro colosso, ancor più grande di quello precedente, dal titolo La Bibbia, ma il film, del quale erano state costruite le scenografie, non fu mai girato a causa dell'inizio della prima guerra mondiale, e quindi tutti i set costruiti al dettaglio furono demoliti. Per queste ragioni, fu abbandonato il genere storico e le produzioni dell'Itala a partire dal 1915 furono prevalentemente soggetti ambientati in epoca contemporanea.

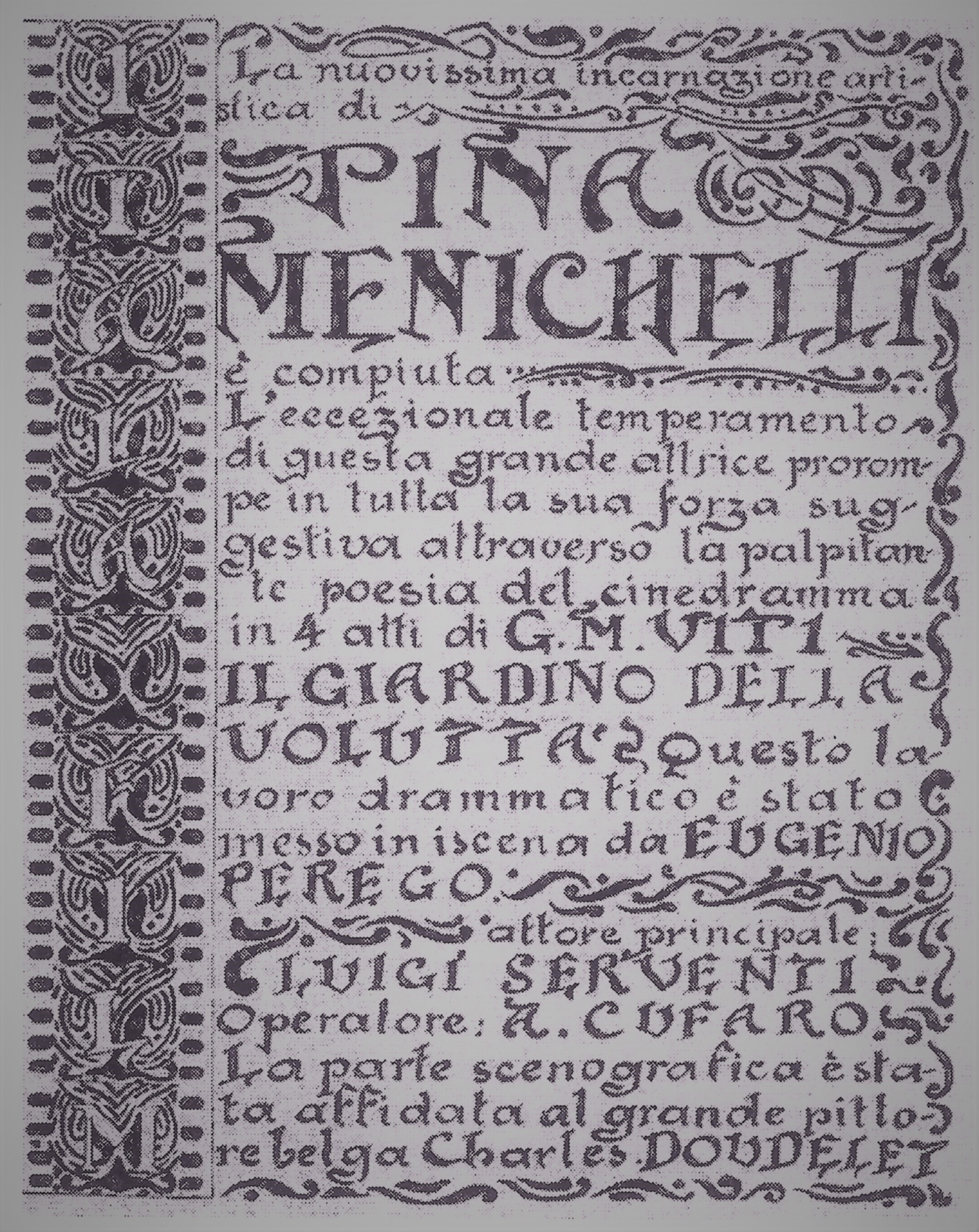
Itala film affiche 1918 Il Giardino della Voluttà

Nel 1917, nel capitale dell'Itala Film entrò un gruppo di investitori romani guidati dall'avv. Gioacchino Mecheri, e l'impresa trasformata in una società anonima, fu denominata Società Anonima Itala Film. Della nuova società, costituita il 29 agosto e ricapitalizzata a 3 milioni di lire, Mecheri fu nominato presidente e Pastrone direttore tecnico e artistico.
La guerra in corso condizionò le attività della casa torinese che vide ridursi la propria capacità produttiva. Ciò fu dovuto soprattutto alla sottrazione di artisti e di maestranze, chiamati alle armi, e alla scarsa reperibilità di materie prime per la produzione delle pellicole.
Nel 1919, Pastrone abbandonò l'attività cinematografica e l'Itala Film, colpita dalla crisi del cinema italiano del primo dopoguerra, entrò nel consorzio UCI, che fu il distributore nazionale dei suoi film.
Ultima produzione della casa torinese fu Povere bimbe del 1923 diretto da Pastrone, che fu un enorme insuccesso commerciale e che determinò la chiusura delle sue attività. La società venne in seguito liquidata nel 1927 a causa dei debiti pregressi.

## L'Itala Film di Berlino e Roma
Una nuova compagnia con lo stesso nome fu fondata a Berlino agli inizi degli anni trenta dall'italiano Alberto Giacalone, l'Itala-Film GmbH.
Questa casa cinematografica avviò le sue attività con I cavalieri della montagna del 1930 (girato in doppia versione francese e tedesca) e produsse pellicole sia per il cinema tedesco sia per quello italiano. L'Itala-Film berlinese anticipò quindi di alcuni anni quella cooperazione cinematografica tedesco-italiana che si realizzò dopo l'avvicinamento del nazismo - giunto al potere in Germania ai quei tempi - e il regime fascista italiano.
Inizialmente i film in versione italiana furono prodotti assieme alla SAPF (Società Anonima Produzione Film), fino al 1937, quando a Roma venne costituita la filiale S.A. Itala Film, che divenne subito la sede principale. Durante la seconda guerra mondiale, a seguito dell'occupazione alleata la sede fu spostata nuovamente nella capitale tedesca.
Per ciò che riguardava le produzioni di questa casa tedesco-italiana, tra i titoli più significativi vi figurano Lisetta (1934), Solo per te (1938), Ritorno (1940) e Mamma (1941). Vi collaborarono attori e registi italiani emigrati in Germania come Ferruccio Biancini, Mario Bonnard, Carmine Gallone, Vittorio De Sica, Nunzio Malasomma, Elsa Merlini, Luis Trenker, ecc. Tra gli stranieri (non solo tedeschi) vi furono Carl Boese, Hans Deppe, Emmerich Wojtek Emo, Lucie Englisch, Gustav Fröhlich, Magda Schneider, Géza von Bolváry, Käthe von Nagy e tanti altri.

## Cessazione di attività e rilancio
Al termine del conflitto, Giacalone riportò la sede dell'Itala Film a Roma, ma le produzioni furono sempre meno, e tra queste vanno citate Pagliacci (1948), Il conte di Sant'Elmo (1950) e Wanda la peccatrice (1952). Con la rinascita del cinema italiano improntato verso altre dialettiche, l'espansione di Cinecittà, ma soprattutto per mancanza di coordinamento interno, l'Itala Film conobbe una crisi progressiva che la portò a cessare le proprie attività nel 1955.
Con nuovi investitori, la società è stata rilanciata nel 2015 in collaborazione con il Museo nazionale del cinema. Un nuovo ufficio è stato aperto a Los Angeles, negli Stati Uniti.

## Filmografia parziale

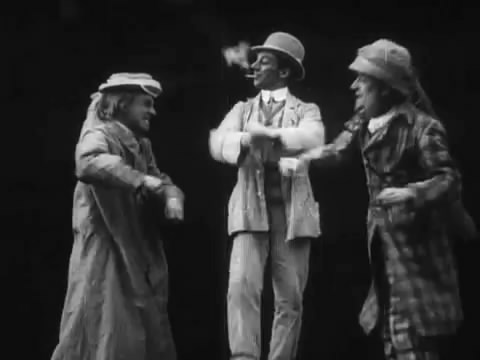
André Deed nel film Come Cretinetti paga i debiti (1909)

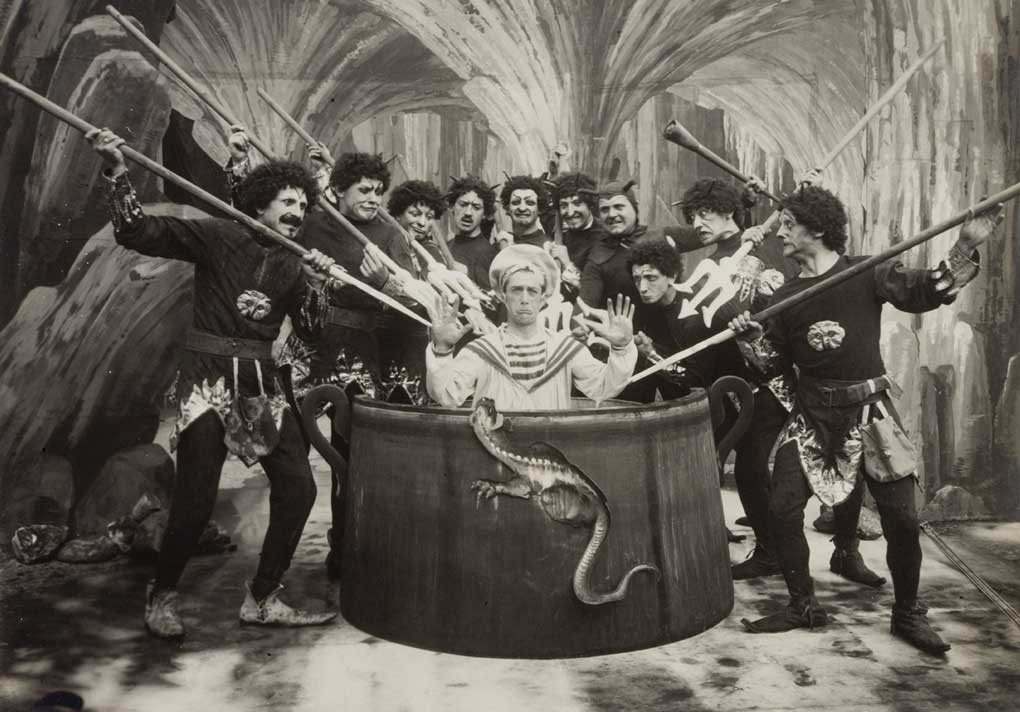
Come fu che l'ingordigia rovinò il Natale a Cretinetti (1910)

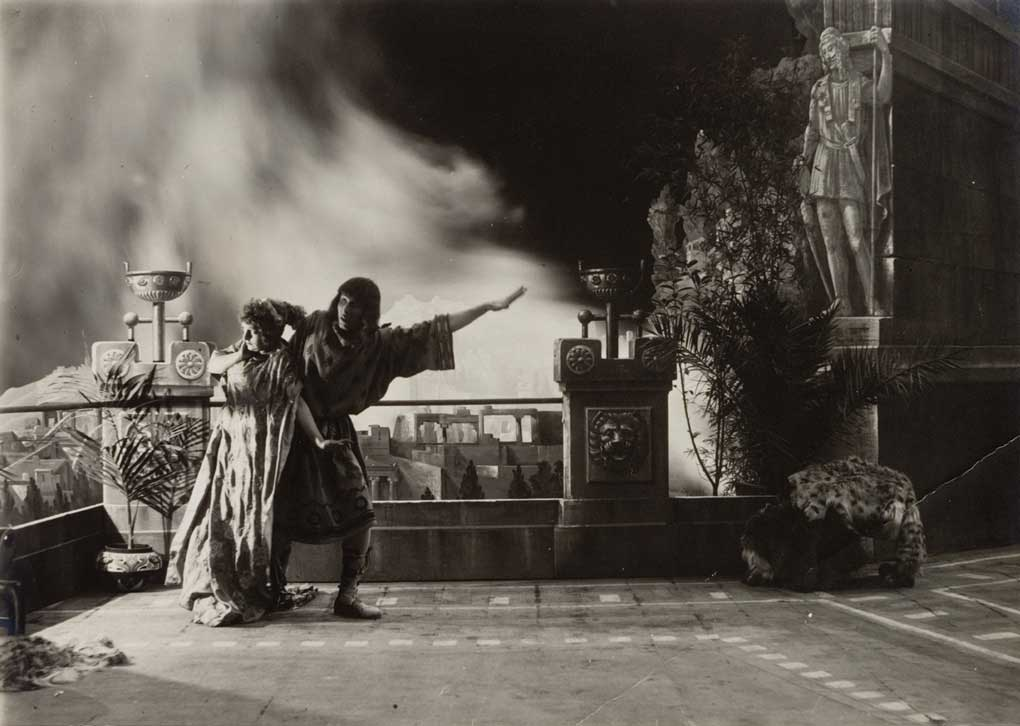
La caduta di Troia (1911)

Il tempio di Moloch nel film Cabiria (1914)

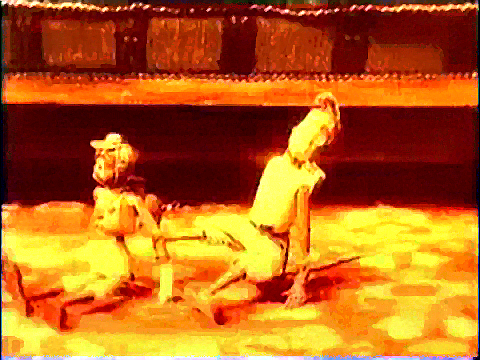
La guerra ed il sogno di Momi (1917)

### Anni 1900
- La glu, regia di Giovanni Pastrone (1908)
- Giordano Bruno eroe di Valmy, regia di Giovanni Pastrone (1908)
- Il conte Ugolino, regia di Giuseppe de Liguoro (1908)
- L'eroe di Walmy, regia di Luigi Romano Borgnetto (1908)
- Come Cretinetti paga i debiti, regia di André Deed (1909)
- Cretinetti re dei poliziotti, regista sconosciuto (1909)
- Cretinetti si vuol suicidare, regista sconosciuto  (1909)
- Enrico III, regia di Giovanni Pastrone (1909)
- Giulio Cesare, regia di Giovanni Pastrone (1909)
- Il figlio di Nelson, regia di Oreste Mentasti (1909)
- Il piccolo Sherlock Holmes, regia di Oreste Mentasti (1909)
- La maschera di ferro, regia di Oreste Mentasti (1909)
- Le creazioni svariate di Cretinetti, regista sconosciuto (1909)

### Anni 1910
- Agnese Visconti, regia di Giovanni Pastrone (1910)
- Amore e tradimento, regia di Luigi Romano Borgnetto (1910)
- Come fu che l'ingordigia rovinò il Natale a Cretinetti, regia di André Deed (1910)
- Il falconiere, regia di Oreste Mentasti (1910)
- Sacrificata!, regia di Oreste Mentasti (1910)
- La colomba e lo sparviero, regia di Oreste Mentasti (1911)
- La caduta di Troia, regia di Giovanni Pastrone e Luigi Romano Borgnetto (1911)
- Sonata fatale, regia di Oreste Mentasti (1911)
- Una vita per lo Zar (Žizn' za carja), regia di Vasilij Gončarov (1911)
- Alza una gamba e balla!, regia di Mario Morais (1912)
- Clio e Filete, regia di Oreste Mentasti (1911)
- Come una sorella, regia di Vincenzo Denizot (1912)
- I misteri della psiche, regia di Vincenzo Denizot (1912)
- I segreti dell'anima, regia di Vincenzo Denizot (1912)
- Padre, regia di Dante Testa e Gino Zaccaria (1912)
- Addio giovinezza!, regia di Sandro Camasio (1913)
- I sorrisi d'un tramonto, regia di Umberto Mozzato (1913)
- Il cane della vedova, regia di Ernesto Vaser (1913)
- Il cuore non invecchia, regia di Ernesto Vaser (1913)
- L'antro funesto, regia di Sandro Camasio (1913)
- L'attrice burlona, regia di Mario Morais (1913)
- L'ombra del male, regia di Gino Zaccaria (1913)
- La malattia dei minatori, regia di Gianni Palazzolo (1913)
- Lo scomparso, regia di Dante Testa (1913)
- Più forte che Sherlock Holmes, regia di Giovanni Pastrone (1913)
- Tigris, regia di Vincenzo Denizot (1913)
- Cabiria, regia di Giovanni Pastrone (1914)
- I pericoli dei travestimenti, regia di Émile Vardannes (1914)
- Le lattivendole, regia di Ernesto Vaser (1914)
- La rivincita, regia di Eugenio Testa (1914)
- Il grande veleno, regia di Eugenio Testa (1915)
- L'emigrante, regia di Febo Mari (1915)
- La paura degli aeromobili nemici, regia di André Deed (1915)
- Maciste, regia di Luigi Romano Borgnetto e Vincenzo Denizot (1915)
- Maciste alpino, regia di Luigi Romano Borgnetto e Luigi Maggi (1916)
- Mariella, regia di Vincenzo Denizot (1915)
- Cretinetti e gli stivali del Brasiliano, regia di André Deed (1916)
- Il fuoco, regia di Giovanni Pastrone (1916)
- L'ospite ferito, regia di Ernesto Vaser (1916)
- La gloria, regia di Febo Mari (1916)
- Tigre reale, regia di Giovanni Pastrone (1916)
- La guerra ed il sogno di Momi, regia di Giovanni Pastrone (1917)
- La trilogia di Dorina, regia di Gero Zambuto (1917)
- Rose vermiglie, regia di Febo Mari (1917)
- Addio giovinezza!, regia di Augusto Genina (1918)
- Femmina - Femina, regia di Augusto Genina (1918)
- Gemma di Sant'Eremo, regia di Alfredo Robert (1918)
- L'olocausto, regia di Gero Zambuto (1918)
- La moglie di Claudio, regia di Gero Zambuto (1918)
- Maciste atleta, regia di Vincenzo Denizot e Giovanni Pastrone (1918)
- Maciste medium, regia di Vincenzo Denizot (1918)
- Maciste poliziotto, regia di Roberto Roberti (1918)
- Nantas, regia di Vincenzo Denizot (1918)
- Una sventatella, regia di Gero Zambuto (1918)
- Appassionatamente, regia di Georges-André Lacroix (1919)
- Dollari e fracks, regia di Emilio Ghione (1919)
- Fuga in re maggiore, regia di Paolo Trinchera (1919)
- Il padrone delle ferriere, regia di Eugenio Perego (1919)
- Il principe dell'impossibile, regia di Augusto Genina (1919)
- La maschera e il volto, regia di Augusto Genina (1919)
- L'uomo dal domino nero, regia di Carlo Campogalliani (1919)
- Maciste innamorato, regia di Luigi Romano Borgnetto (1919)
- Noris, regia di Eugenio Perego (1919)
- Scacco matto, regia di Carlo Campogalliani (1919)

### Anni 1920
- Cavicchioni paladino dei dollari, regia di Umberto Paradisi (1920)
- Fiamma!, regia di Ettore Piergiovanni (1920)
- I borghesi di Pontarcy, regia di Umberto Mozzato (1920)
- I due crocifissi, regia di Augusto Genina (1920)
- Il femminista, regia di André Deed (1920)
- Il sogno d'oro di Cavicchioni, regia di Umberto Paradisi (1920)
- L'uomo che vide la morte, regia di Luigi Romano Borgnetto (1920)
- La trentesima perla, regia di Umberto Mozzato (1920)
- La trilogia di Maciste, regia di Carlo Campogalliani (1920)
- Lo scaldino, regia di Augusto Genina (1920)
- Il cadavere vivente, regia di Pier Angelo Mazzolotti (1921)
- Il fantasma dei laghi, regia di Emilio Graziani-Walter (1921)
- Il povero Piero, regia di Umberto Mozzato (1921)
- La rivincita di Maciste, regia di Luigi Romano Borgnetto (1921)
- Maciste salvato dalle acque, regia di Luigi Romano Borgnetto (1921)
- Maciste in vacanza, regia di Luigi Romano Borgnetto (1921)
- Povere bimbe, regia di Giovanni Pastrone (1923)

### Anni 1930
- I cavalieri della montagna (Der Sohn der weißen Berge), regia di Mario Bonnard e Luis Trenker (1930)
- La regina di Sparta, regia di Manfred Noa (1931)
- Cercasi modella, regia di Emmerich Wojtek Emo (1933)
- Lisetta (Das Blumenmädchen vom Grand-Hotel), regia di Carl Boese (1934)
- Un'avventura in Polonia (Abenteuer eines jungen Herrn in Polen), regia di Carl Froelich (1934)
- Notte di carnevale (Nacht der Verwandlung), regia di Hans Deppe (1935)
- Ave Maria, regia di Johannes Riemann (1936)
- Corridoio segreto (Der Favorit der Kaiserin), regia di Werner Hochbaum (1936)
- Solo per te (Immer nur du), regia di Carmine Gallone (1938)
- Mia moglie si diverte (Unsere kleine Frau), regia di Paul Verhoeven - versione italiana e tedesca, (1938)
- Casa lontana (Der singende Tor), regia di Johannes Meyer (1939)

### Anni 1940
- Ritorno (Traummusik), regia di Géza von Bolváry (1940)
- Mamma, regia di Guido Brignone (1941)
- Il re del circo, regia di Hans Hinrich (1941)
- Scampolo, regia di Nunzio Malasomma (1941)
- Vertigine, regia di Guido Brignone (1942)
- Tre ragazze viennesi, regia di Giuseppe Fatigati e Hubert Marischka (1942)
- Maria Malibran, regia di Guido Brignone (1943)
- I pagliacci, regia di Giuseppe Fatigati (1943)
- Silenzio, si gira!, regia di Carlo Campogalliani (1943)
- Canto, ma sottovoce..., regia di Guido Brignone (1945)
- Voglio bene soltanto a te, regia di Giuseppe Fatigati (1946)
- Pagliacci, regia di Mario Costa (1948)
- Ho sognato il paradiso, regia di Giorgio Pàstina (1949)

### Anni 1950
- Il conte di Sant'Elmo, regia di Guido Brignone (1950)
- È arrivato l'accordatore, regia di Duilio Coletti (1952)
- Wanda, la peccatrice, regia di Duilio Coletti (1952)
- Nel gorgo del peccato, regia di Vittorio Cottafavi (1954)
- La rivale, regia di Anton Giulio Majano (1955)